# 赵宗辕
赵宗辕（1986年6月26日—），祖籍上海，澳大利亚华裔国际象棋棋手、特级大师。

## 生平
赵宗辕出生于北京，幼年时随父母移民澳大利亚，毕业于悉尼大学药剂系。2004年，他获得多耶贝尔杯国际象棋赛冠军。2007年，获澳大利亚公开赛冠军。同年澳大利亚老将伊恩·罗杰斯退役，他于是成为了澳大利亚排名最高的棋手。2008年，获国际象棋特级大师称号，使他成为澳大利亚第三位获该称号的棋手。他还于2007年、2011年两度获大洋洲国际象棋冠军。